# Kunst Meran
Kunst Meran (ital.: Merano Arte) ist ein von einem gemeinnützigen Verein geführtes Museum für zeitgenössische Kunst in den Meraner Lauben.

## Gebäude
Das Haus der Kunst ist einem denkmalgeschützten Gebäude der Südtiroler Sparkasse untergebracht und zeigt wechselnde Ausstellungen. Die Sanierung und Adaptierung als Galerie für zeitgenössische Kunst wurde 2000–2001 von Höller & Klotzner – Architekten, Meran durchgeführt. Kunst Meran umfasst 500 m² Ausstellungsfläche, eine Atelierwohnung im dritten Obergeschoss, die Cafeteria und den Galerie-Shop im Erdgeschoss sowie einen Veranstaltungssaal für rund 70 Personen. Im Gebäude selbst befindet sich seit 1929 auch das Kerzen- und Seifengeschäft Eduard Kikinger.

## Zielsetzung
Der Verein versteht sich als Plattform in den Bereichen Bildende Kunst, Fotografie, Architektur, Neue Musik, Literatur, Neue Medien und Kommunikationstechniken. Das Programm soll durch eine abwechslungsreiche Programmgestaltung eine breite Öffentlichkeit ansprechen und lokale Künstler im internationalen Kontext fördern. Weiters gilt als Zielsetzung eine grenzüberschreitende Zusammenarbeit mit ähnlichen Institutionen im In- und Ausland.

## Gründungsgeschichte
1996 wurde mit ebendiesem Ziel der Verein artForum Gallery – Forum Zeitgenössische Kunst Meran mit 14 Kunstinteressierten gegründet. Die artGallery Raffl von Herta Wolf Torggler in den Jahren 1992 bis 1995 war für die Zielsetzung und das Konzept der neuen Institution am Pfarrplatz entscheidend. Das Programm und das Publikumsinteresse hatten die Vereinsleitung seit 1998 bewogen, einen neuen Standort zu suchen. Das Laubenhaus der Südtiroler Sparkasse bot die Voraussetzungen für eine kulturelle Nutzung, wurde für diese Bestimmung von der Bank umgebaut und an den Verein vermietet. Nach der Umbauphase erfolgte am 26. Oktober 2001 die Eröffnung von Kunst Meran im Haus der Sparkasse mit der Ausstellung: „Kunst und Kur – Ästhetik der Erholung“ (Kuratoren Dieter Ronte, Carl Aigner, Andrea Domesle). Außerdem wurde mit across eine lose Vereinigung zeitgenössischer Institutionen des Trentino, von Südtirol und aus dem Bundesland Tirol gegründet.
Seit Dezember 2004 ist Kunst Meran Mitglied der italienischen Vereinigung zeitgenössischer Kunstmuseen AMACI. Kunst Meran wird von 28 Mitgliedern getragen.

## Ausstellungen
| Jahr | Titel | Kuratoren | Künstler |
| ---- | --- | --- | --- |
| 2001 | Arte e benessere                                                                                             | Carl Aigner, Andrea Domesle, Dieter Ronte                                                                                      | Lyonel Feininger, Emil Nolde, Henri Matisse, Pablo Picasso, David Hockney, Joseph Beuys, Bill Viola, Bruce Nauman et al. |
| 2002 | Ernst Jandl – a komma punkt                                                                                  | Klaus Siblewski | Ernst Jandl |
| 2002 | State of flux – Delugan_Meissl Architekten, Wien                                                             | Sabine Dreher, Christian Muh                                                                                                   | DMAA - Delugan Meissl Associated Architects |
| 2002 | DNArt – Gen.Etica e Mutazioni                                                                                | Valerio Dehò | Julia Kissina, Bjørn Melhus, Milan Knizak, Larry Miller, Brian Reffin Smith et al. |
| 2002 | Bella vista                                                                                                  | Marco Obrist | Albin Egger-Lienz, Martin Kippenberger, Ernst Ludwig Kirchner, Gerhard Richter, Giovanni Segantini et al. |
| 2003 | Luigi Bartolini. Gli anni meranesi                                                                           | Pier Luig Siena | Luigi Bartolini |
| 2003 | L'idea letteraria                                                                                            | Klaus Kastberger, Bernhard Fetz                                                                                                | |
| 2003 | Oswald Oberhuber – Mutazione permanente                                                                      | Andreas Hapkemeyer | Oswald Oberhuber |
| 2003 | meta.fisica arte e filosofia da de Chirico all'Arte Concettuale                                              | Valerio Dehò | Carlo Carrà, Mario Ceroli, Giorgio de Chirico, Filippo De Pisis, Giorgio Morandi, Giulio Paolini, Aldo Rossi, Mario Sironi et al. |
| 2004 | .scapes - paesaggi striscianti                                                                               | Thomas Demetz | Gabriele Basilico, Olivo Barbieri, Gea Casolaro, Andreas Gursky, Guido Guidi, Johannes Inderst, Armin Linke, Nikolaus Schletterer, Jules Spinatschs, Franco Vaccari |
| 2004 | brillant(e)                                                                                                  | Anne Schloen, Hannes Gamper | |
| 2004 | Base Camp 2004                                                                                               | Valerio Dehò | |
| 2004 | Il mondo di Robert Mapplethorpe                                                                              | Valerio Dehò | Robert Mapplethorpe |
| 2004 | + Positive. 2ª Biennale di Merano arte                                                                       | Valerio Dehò | Conrad Hendrik Botes, Canan Dagdelen, Weng Feng, Gugginger Künstler, Mona Hatoum, Jenny Holzer, Elisabeth Hölzl, Johanna Kandl, William Kentridge, Sabrina Mezzaqui, Peter Sandbichler, Franco Vaccari, Made Wianta |
| 2005 | Donald Baechler – The enemies of the rose                                                                    | Valerio Dehò | Donald Baechler |
| 2005 | Gion Caminada – Cul zuffel e l'aura dado                                                                     | Bettina Schlorhaufer | Gion Caminada |
| 2005 | Man Ray. Magie                                                                                               | Valerio Dehò | Man Ray |
| 2005 | Stretch sculpture                                                                                            | Marion Piffer Damiani | Peter Senoner, Hans Kupelwieser, Masonari Sukenari, Erik Steinbrecher, Sissi |
| 2006 | Architetture recenti in Alto Adige 2000-2006                                                                 | Bettina Schlorhaufer | |
| 2006 | base camp2 – Arte giovane dall’Europa                                                                        | Valerio Dehò | |
| 2006 | Frida Kahlo und Nickolas Muray                                                                               | Valerio Dehò | Frida Kahlo, Nickolas Muray |
| 2006 | Sound Zero – arte e musica dalla Pop alla Street Art                                                         | Valerio Dehò | Franco Angeli, Mario Ceroli, Keith Haring, Mario Schifano, Richard Hamilton, Piero Gilardi, Robert Gligorov, Pino Pascali, Ericailcane e Blu, Franco Vaccari, Jean-Michel Basquiat, Marcello Jori et al. |
| 2007 | Simboli in divenire – Progetti d’architettura e del paesaggio per i Grigioni e un’appendice per l’Alto Adige | Ariana Pradal, Köbi Gantenbein, Susanne Waiz                                                                                   | Victor Alimpiev, Vika Begalska, Olga Chernysheva, Anna Jermolaewa, Anastasia Khoroshilova, Anatoly Osmolovsky et al. |
| 2007 | Children's Corner – libri d’artista per bambini e ragazzi.                                                   | Valerio Dehò | Alighiero Boetti, Sonja Delaunay, Keith Haring, Emilio Isgrò, Marcello Jori, El Lissitzky, Bruno Munari, Joan Miró, Marcello Piccardo, Marco Nereo Rotelli, Michelangelo Pistoletto, Elisabeth Oberrauch, Luigi Veronesi, Andy Warhol. |
| 2007 | Boris Mikhailov – Yesterday                                                                                  | Valerio Dehò | Boris Mikhailov |
| 2007 | From Russia with Love                                                                                        | Bärbel Vischer | Victor Alimpiev, Vika Begalska, Olga Chernysheva, Anna Jermolaewa, Anastasia Khoroshilova, Anatoly Osmolovsky et al. |
| 2007 | FROM & TO | Valerio Dehò, Denis Isaia | Stealth, Paul Kos, Matthew Smith, Marit Victoria Wulff Andreassen, Anton Kannemeyer, Michael Fliri, Laurina Paperina, Stefano Cagol, Philipp Messner, Brigitte Niedermair |
| 2008 | Dietrich_Untertrifaller Architetti                                                                           | Kunst Meran Merano Arte | Dietrich – Untertrifaller |
| 2008 | Vote for women                                                                                               | Anne Schloen | Vanessa Beecroft, Valie Export, Pipilotti Rist, Shirin Neshat u. a. |
| 2008 | Maik und Dirk Löbbert – dentro fuori                                                                         | Valerio Dehò | Maik und Dirk Löbbert |
| 2008 | L'occhio di Meret Oppenheim                                                                                  | Valerio Dehò | Meret Oppenheim |
| 2009 | Il piacere del collezionista – Opere scelte dalla collezione Finstral                                        | Valerio Dehò | Eija-Liisa Ahtila, Lois Anvidalfarei, Robert Barry, Joseph Beuys, Domenico Bianchi, Bruno Ceccobelli, Arnold Mario Dall'O, Tacita Dean, Ulrich Egger, Luciano Fabro, Robert Gschwantner, Birgit Jung-Schmitt et al. |
| 2009 | Architettura contemporanea in Finlandia                                                                      | Arianna Callocchia | |
| 2009 | Ulrich Egger – Housing                                                                                       | Valerio Dehò | Ulrich Egger |
| 2009 | Eduard Habicher – Drawing space                                                                              | Valerio Dehò | Eduard Habicher |
| 2009 | PLAY STATION                                                                                                 | Valerio Dehò | Francesco Bocchini, Marco di Giovanni, Enrico de Paris, Chiara Lecca, Antonio Riello, Josef Rainer, Thomas Feuerstein, Zugzwangzukunft, Tomas Eller |
| 2009 | Urs Lüthi – Art is the better life                                                                           | Valerio Dehò | Urs Lüthi |
| 2010 | F wie Fellin                                                                                                 | Markus Neuwirth | Peter Fellin |
| 2010 | Wohn Raum Alpen                                                                                              | Peter Ebner, Eva Herrmann, Markus Kuntscher                                                                                    | |
| 2010 | FROM & T(W)O                                                                                                 | Valerio Dehò | Carla Cardinaletti, Silvia Levenson, Elisabeth Hölzl, Armin Linke, Hubert Kostner, Michael Sailstorfer, Max Rohr, Stephan Balkenhol |
| 2011 | Tony Cragg IN 4 D                                                                                            | Valerio Dehò, John Wood, Fuso Silvio                                                                                           | Tony Cragg |
| 2011 | Hugo Vallazza                                                                                                | Markus Klammer | Hugo Vallazza |
| 2011 | Elliott Erwitt                                                                                               | Valerio Dehò | Elliott Erwitt |
| 2011 | La stalla in disuso                                                                                          | Susanne Waiz, Hans-Peter Meier                                                                                                 | |
| 2012 | Architetture recenti in Alto Adige 2006–2012                                                                 | Flavio Albanese | |
| 2012 | Denis Oppenheim – Electric City                                                                              | Valerio Dehò | Dennis Oppenheim |
| 2012 | Annemarie Laner, Martin Pohl, Jörg Hofer                                                                     | Valerio Dehò | Annemarie Laner, Martin Pohl, Jörg Hofer |
| 2012 | PROSPETTIVE DI FUTURO. Merano 1945–1965                                                                      | Markus Neuwirth, Ursula Schnitzer                                                                                              | |
| 2013 | Cindy Sherman: That's me – That's not me                                                                     | Gabriele Schor | Cindy Sherman |
| 2013 | Arnold Mario Dall'O – Still.life                                                                             | Valerio Dehò | Arnold Mario Dall'O |
| 2013 | Sissa Micheli – Fade in the past! Cut!                                                                       | Sabine Gamper | Sissa Micheli |
| 2013 | Elisabeth Oberrauch. Gabinetto di Scienze Naturali                                                           | Valerio Dehò | Elisabeth Oberrauch |
| 2013 | Scuole innovative in Alto Adige                                                                              | Ulrich Egger, Andreas Hempel                                                                                                   | |
| 2013 | Murano><Merano                                                                                               | Valerio Dehò, Adriano Berengo                                                                                                  | Aldo Mondino, Antonio Riello, Aron Demetz, Bernardì Roig, Francesco Gennari, Fred Wilson, Jan Fabre et al. |
| 2013 | Desiring the real, Austria contemporary                                                                      | Karin Zimmer | Catrin Bolt, Adriana Czernin, Josef Dabernig, Michael Goldgruber, Maria Hahnenkamp, Siggi Hofer, Ulrike Königshofer, Bele Marx & Gilles Mussard, Margherita Spiluttini, Esther Stocker, Hannes Zebedin |
| 2013 | Il mondo degli oggetti                                                                                       | Heinrich Schwazer | Gino Alberti, John Baldessari, Julia Bornefeld, Giovanni Castell, Fischli & Weiss et al. |
| 2013 | Walter Moroder                                                                                               | Valerio Dehò | Walter Moroder |
| 2013 | Constructive Alps                                                                                            | | Museo Alpino Svizzero di Berna |
| 2014 | Ugo Mulas "Circus Calder"                                                                                    | Valerio Dehò | Ugo Mulas |
| 2014 | Franz Pichler – NON AVERE PAURA                                                                              | Sabine Gamper | Franz Pichler |
| 2014 | Hans Knapp – "What is it like?"                                                                              | Valerio Dehò | Hans Knapp |
| 2014 | Alpi Architettura Turismo                                                                                    | Susanne Waiz | |
| 2014 | Alpi, luoghi da sogno                                                                                        | Susanne Stacher | Henry Jacques Le Même, Adolf Loos, Franz Baumann, Gio Ponti, Charlotte Perriand, Jean Prouvé et al. |
| 2014 | Marco Bolognesi – Sendai City                                                                                | Valerio Dehò | Marco Bolognesi |
| 2014 | Matthias Schönweger – JANUS                                                                                  | Valerio Dehò | Matthias Schönweger |
| 2014 | Architettura e Vino in Mitteleuropa                                                                          | Dan Merta | |
| 2015 | From & T(W)O                                                                                                 | Valerio Dehò, Éric Mangion | Diane Blondeau, Lorraine Châteaux, Quentin Derouet, Tony Fiorentino, Julia Frank, Sonia Leimer, Roberto Pugliese, Vivien Roubaud, Leander Schwazer, Thomas Teurlai |
| 2015 | Francesca Woodman & Birgit Jürgenssen                                                                        | Gabriele Schor | Francesca Woodman, Birgit Jürgenssen |
| 2015 | RICETTE D'ARTISTA – tra arte e cucina                                                                        | Anne Schloen | Sonja Alhäuser, Boris Becker, Joseph Beuys, Rosanna Chiessi, Tobias Hantmann, Maik und Dirk Löbbert, Heike Mutter + Ulrich Genth, Félix González-Torres, Schirin Kretschmann, Aldo Mondino, Fabian Nehm et al. |
| 2015 | Die Architektur der 20er und 30er Jahre in Meran – L'architettura degli anni Venti e Trenta a Merano         | Magdalene Schmidt, Walter Gadner                                                                                               | |
| 2015 | Alois Kuperion – Malen ist mein Lebensinhalt – Dipingere è tutta la mia vita                                 | Ursula Schnitzer | Alois Kuperion |
| 2016 | Gestures – Women in action                                                                                   | Valerio Dehò | Marina Abramovic, Sophie Calle, Silvia Camporesi, Jeanne Dunning, Valie Export, Regina José Galindo, Yayoi Kusama, Ana Mendieta, Charlotte Moorman, Shirin Neshat, Yoko Ono, Orlan, Odinea Pamici, Gina Pane, Carolee Schneemann |
| 2016 | Constructive Alps                                                                                            | | |
| 2016 | Italomodern 1+2: Architettura nell'Italia del Nord 1946-1976                                                 | Werner Feiersinger, Martin Feiersinger                                                                                         | Franco Albini, Asnago & Vender, Giovanni Astengo, Carlo Aymonino, Mario Bacciocchi, Luciano Baldessari, Bartoli & Baldassini, BBPR, Gino Becker, Giandomenico Belotti, Aldo Bernardis, Dante Bini, Pietro Bottoni, Bucci & Trinci et al. |
| 2016 | Markus Vallazza – Il disegnatore di mondi                                                                    | Günther Oberhollenzer | Markus Vallazza |
| 2016 | Between the Years                                                                                            | Christiane Rekade, Ursula Schnitzer                                                                                            | Ulrich Egger, Marianne Gostner, Eduard Habicher, Elisabeth Hölzl, Arthur Kostner, Hubert Kostner, Annemarie Laner, Walter Moroder, Elisabeth Oberrauch, Trull Oberrauch, Martin Pohl, Peter Senoner, Stefan Tschurtschenthaler |
| 2016 | Frida Parmeggiani                                                                                            | Ursula Schnitzer | Frida Parmeggiani |
| 2017 | EXHIBITION PAINTINGS                                                                                         | Christiane Rekade | Charles Avery, Paolo Chiasera, Dorothy Miller, Martin Pohl, Lea von Wintzingerode, Amelie von Wulffen |
| 2017 | Chi è ancora austriaco?                                                                                      | Luigi Fassi | Nicolò Degiorgis, Francois-Xavier Gbrè, Runo Lagomarsino, Sonia Leimer, Renato Leotta |
| 2017 | Helen Mirra Camminare, tessere                                                                               | Christiane Rekade | Helen Mirra |
| 2017 | Gianni Pettena Architetture naturali                                                                         | Christiane Rekade | Gianni Pettena |
| 2017 | LORENZO SCOTTO DI LUZIO. In bocca a te ogni cosa muore                                                       | Christiane Rekade | Lorenzo Scotto di Luzio |
| 2017 | Armando Ronca. Architektur der Moderne in Südtirol – Architettura del Moderno in Alto Adige, 1935–1970       | Andreas Kofler, Schmidt Magdalene                                                                                              | Armando Ronca |
| 2018 | Into the Wild                                                                                                | Christiane Rekade | Gina Folly, Linda Jasmin Mayer, Alek O., Stefano Pedrini, Luca Trevisani |
| 2018 | Same same but different                                                                                      | Laura Barreca, Christiane Rekade                                                                                               | Claudia Barcheri, Ingrid Hora, Loredana Longo, Christian Martinelli, Ignazio Mortellaro, Studio++ |
| 2018 | Marilù Eustachio. Heimat                                                                                     | Christiane Rekade | Marilù Eustachio |
| 2018 | Yorgos Sapountzis. Michsich Hotel                                                                            | Christiane Rekade | Yorgos Sapountzis |
| 2018 | Neue Architektur in Südtirol / Architetture recenti in Alto Adige, 2012–2018                                 | | |
| 2019 | Irene Fenara. Distant eyes                                                                                   | Christiane Rekade | Irene Fenara |
| 2019 | Da lontano era un'isola. Katinka Bock, Giulia Cenci, Philipp Messner                                         | Christiane Rekade | Katinka Bock, Giulia Cenci, Philipp Messner |
| 2019 | Özlem Altin. Lens                                                                                            | Christiane Rekade | Özlem Altin |
| 2019 | Alterazioni Video. Incompiuto: la nascita di uno stile                                                       | Christiane Rekade | Alterazioni Video |
| 2019 | Design from the Alps 1920–2020                                                                               | Claudio Larcher, Massimo Martignoni, Ursula Schnitzer                                                                          | |
| 2020 | Risentimento / Ressentiment                                                                                  | Christiane Rekade | Teodora Axente, Francesca Grilli, Massimo Grimaldi, Klara Lidén, Christian Niccoli, Riccardo Previdi, Liesl Raff, Monika Sosnowska, Barbara Tavella, Wolfgang Tillmans, Beatrice Volpi, Raul Walch, Gernot Wieland |
| 2020 | Studio Other Spaces. The Design of Collaboration                                                             | Christiane Rekade | Ólafur Elíasson, Sebastian Behmann |
| 2020 | Lisa Ponti …così il disegno sa dove atterrare                                                                | Salvatore Licitra, Massimo Martignoni, Christiane Rekade                                                                       | Lisa Ponti |
| 2021 | KULTUR IN BEWEGUNG / CULTURA IN MOVIMENTO. Meran/Merano 1965–1990                                            | Markus Neuwirth, Ursula Schnitzer                                                                                              | Barbara Bertagnolli, Christoph Blum, Henri Chopin, Arnold M. Dall’O, Jakob de Chirico, Walter Erckert, Ulrich Egger, Peter Fellin, Anton Frühauf, Eduard Habicher, Toni Hanny, Siegfried Höllrigl, Elisabeth Hölzl, Hansgeorg Hölzl, Georg Jappe, Marcello Jori, Margit Klammer, Milan Knizak, Linda Ladurner, Konrad Laimer, Peter Lloyd, Ivo Mahlknecht, Antonio Manfredi, Manfred Alois Mayr, Vito Mazzotta, Carmen Müller, Hermann Nitsch, Oswald Oberhuber, Franz Pichler, Rafael Montanez Ortíz, Elisabeth Oberrauch, Alessandra Pucci, Rina Riva, Mili Schmalzl, Matthias Schönweger, Luis Stefan Stecher, Rudolf Stingel, Paul Thuile, Regina Klaber Thusek, Hans Tischler, Peppi Tischler, Karl Vonmetz, Willy Wiemann                                                                             |
| 2021 | ARTE È. 25 Jahre Kunst Meran                                                                                 | Valerio Dehò, Luigi Fassi, Sabine Gamper, Andreas Kofler, Günther Oberhollenzer, Magdalene Schmidt, Anne Schloen, Susanne Waiz | Claudia Barcheri, Christian Bazant-Hegemark, Maria CM Hilber, Hannes Egger, Barbara Gamper, Vanessa Hanni, Emilian Hinteregger, Erika Hock, Zora Kreuzer, Oliver Laric, Roberta Lima, Rosmarie Lukasser, Eva Mair, Selene Magnolia, Simone Salvatore Melis, Ludovic Nkoth, Bernd Oppl, Quayola, Rita Slodička, Ludwig Thalheimer, Maria Walcher, Letizia Werth |
| 2021 | THE POETRY OF TRANSLATION                                                                                    | Judith Waldmann | Amelia Etlinger, Anna Esposito, Annika Kahrs, Anri Sala, Augusto De Campos, Babi Badalov, Ben Vautier, Carla Accardi, Cerith Wyn Evans, Christine Sun Kim & Thomas Mader, Elisabetta Gut, Ettore Favini, Franco Marini, Franz Pichler, Freundeskreis, Jorel Heid & Alexandra Griess, Heinz Gappmayr, Irma Blank, Johann Georg Hettinger, Jorinde Voigt, Kader Attia, Katja Aufleger, Ketty La Rocca, Kinkaleri, Lawrence Abu Hamdan, Lawrence Weiner, Leander Schwazer, Lena Iglisonis, Lenora De Barros, Lucia Marcucci, Maria Stockner, Marilla Battilana, Michele Galluzzo & Franziska Weitgruber, Mirella Bentivoglio, Otto Neurath, Siggi Hofer, Slavs and Tatars, Tomaso Binga; Tonspuren von Grazia Barbiero, Alexander Langer, Hannes Obermair                                                      |
| 2022 | Elisabeth Hölzl, Gina Klaber Thusek. Eliografie, incomplete                                                  | Ursula Schnitzer | Elisabeth Hölzl, Gina Klaber-Thusek |
| 2022 | TOGETHER. Interact – Interplay – Interfere                                                                   | Judith Waldmann | Adrian Piper, Anna Maria Maiolino, Ari Benjamin Meyers, Bart Heynen, Brave New Alps and MAGARI, Christian Niccoli, Daniel Spoerri, Francis Alÿs, Franz Erhard Walther, Hannes Egger, Isabell Kamp, Jivan Frenster, Karin Schmuck, Marina Abramović and Ulay, melanie bonajo, Norma Jeane, Officinadïdue, Rirkrit Tiravanija, SPIT!, Tania Bruguera, Yoko Ono |
| 2022 | TURNING PAIN INTO POWER                                                                                      | Judith Waldmann | Cana Bilir-Meier, Monica Bonvicini, Rosalyn D'Mello, Regina José Galindo, Silvia Giambrone, Philipp Gufler, Giulia Iacolutti, Paulo Nazareth, Dan Perjovschi, Adrian Piper, Puppies Puppies (Jade Guanaro Kuriki-Olivo), Sven Sachsalber, Giuseppe Stampone |
| 2022 | Nuove cantine italiane – Territori e architetture                                                            | Roberto Bosi, Francesca Chiorino                                                                                               | |
| 2023 | Typoésien. Heinz Waibl – Siegfried Höllrigl                                                                  | Andrea Muheim, Kuno Prey, Ursula Schnitzer, Lioba Wackernell                                                                   | Heinz Waibl, Siegfried Höllrigl |
| 2023 | Mock-Up. Architektonische Modelle im Maßstab 1:1. Fotografien von David K. Ross                              | | David K. Ross |
| 2023 | Vielheit. Geschichten aus der postmigrantischen Gesellschaft                                                 | Jörn Schafaff | Bani Abidi, Sol Calero, Clément Cogitore, Pradip Das, Nicolò Degiorgis, Barbara Gamper, Nadira Husain, Pınar Öğrenci, Willem de Rooij, Ecaterina Stefanescu, Rirkrit Tiravanija, Haegue Yang, Želimir Žilnik |
| 2023 | incontrare Christian Martinelli begegnen                                                                     | Ursula Schnitzer, Anna Zinelli                                                                                                 | Christian Martinelli |
| 2024 | Nibelungen: I M A G I N E W O R L D S - damals, später, heute                                                | Harald F. Theiss | Astha Butail, Julia Bünnagel, Andrea Canepa, Zuzanna Czebatul, Margret Eicher, Nadine Fecht, Philipp Fürhofer, Jeppe Hein, John Isaacs, Kubra Khademi, Alexander Kluge & Jonathan Meese, Oliver Laric, Kris Lemsalu, Philip Loersch, Tim Noble & Sue Webster, Mirja Reuter und Florian Gass (Künstlerisches Beteiligungsprojekt), Nasan Tur |
| 2024 | Die Insubrische Linie                                                                                        | Lucrezia Cippitelli, Simone Frangi                                                                                             | Liliana Angulo Cortés, Sammy Baloji, Binta Diaw, Abdessamad El Montassir, Alessandra Ferrini, Ufuoma Essi, Kapwani Kiwanga, Francis Offman, Vashish Soobah, Betty Tchomanga, The School of Mutants |
| 2024 | Neue Architektur in Südtirol 2018-2024                                                                       | FIlippo Bricolo | alpina architects, Walter Angonese, Architekten Mahlknecht Comploi, Architekturgemeinschaft 15, Architekturkollektiv null17, Area Architetti Associati, Roland Baldi Architects, bergmeisterwolf, Busselli Scherer, Carlana Mezzalira Pentimalli, CeZ Calderan e Zanovello architetti, Comfort_Architecten, Daniel Ellecosta, Martin Feiersinger, Flaim Prünster Architekten, Andreas Gruber Architekten, Alfred Gufler, Markus Hinteregger, Höller & Klotzner Architekten, kostnerarchitektur, KUP – ARCH, Messner Architects, MoDusArchitects, Andreas Moroder, NAEMAS Architekturkonzepte, NOA, Fabian Oberhofer, Pedevilla Architects, Peter Pichler Architecture, Plasma Studio, Markus Scherer, Senoner Tammerle Architekten, STIFTER + BACHMANN, tara, Julian Tratter, Martin Trebo, Lukas Wielander |
| 2025 | Aerolectics - Belinda Kazeem-Kamiński                                                                        | Lucrezia Cippitelli, Simone Frangi                                                                                             | Belinda Kazeem-Kamiński |